# クライマックス (ゲーム会社)
株式会社クライマックス（CLIMAX Inc.）は、かつて存在した日本のゲームソフト開発会社。またラジオ番組の企画・制作も手掛けていた。

## 概要
1990年4月に『ドラゴンクエストシリーズ』のチーフプログラマーだった内藤寛と広報・アシスタントプロデューサーだった高橋宏之により設立され、高橋が代表取締役、内藤が専務取締役に就任した。しかし1991年に起こった内藤と高橋との間の軋轢がきっかけで、高橋は同社を去ることになる。
1992年に高橋に代わり、内藤が社長に就任。
1992年8月には、後に小学館のゲーム雑誌『ゲーム・オン!』も提供することになる初の自社プロデュースのラジオ番組『TV Game Radions』を放送開始。放送局の変更および中断、さらにタイトル変更を経て2014年まで続いた。
関連会社として玉木美孝を中心としたマックスエンターテイメントや、西垣伸哉を代表としたクライマックス・グラフィックス（クレイジーゲームに社名変更）も設立されたが、2社とも数年で解体された。
2015年頃に事業解散。ただし、解散時期と解散理由は不明。

## 開発ゲームソフト
- シャイニング&ザ・ダクネス（メガドライブ、1991年3月、セガ）
- シャイニング・フォース 神々の遺産（メガドライブ、1992年3月、セガ）
  - シャイニング・フォース 黒き竜の復活（GBA、2004年8月、セガ）
- ランドストーカー 〜皇帝の財宝〜（メガドライブ、1992年10月、セガ）
- レディストーカー 〜過去からの挑戦〜（スーパーファミコン、1995年4月、タイトー）
  - レディストーカー 〜迷宮のワルツ〜（au BREW端末用携帯アプリ、2006年9月、DigitalZero/ゲームWorld）
- ダークセイバー（セガサターン、1996年8月、セガ）
- ランナバウト（PlayStation、1997年5月、やのまん）
  - ランナバウト2（PlayStation、1999年11月、クライマックス）
  - スーパーランナバウト（ドリームキャスト、2000年5月、セガ）
  - スーパーランナバウト サンフランシスコエディション（ドリームキャスト、2001年6月、セガ）
  - ランナバウト3 ネオエイジ（PlayStation 2、2002年5月、イースリースタッフ）
    - 爆走!マンハッタン ランナバウト3 ネオエイジ（PlayStation 2、2003年8月、ディースリー・パブリッシャー）

  - ランナバウト3D ドライブ：インポッシブル（ニンテンドー3DS、2012年1月、ロケットカンパニー）
- クライマックスランダーズ（ドリームキャスト、1999年9月、セガ）
- バーチャアスリート2K（ドリームキャスト、2000年7月、セガ）
- I Love Baseball〜プロ野球をこよなく愛する人たちへ〜（PlayStation 2、2004年7月、サミー）
- 天地の門（PSP、2005年7月、ソニー・コンピュータエンタテインメント）
  - 天地の門2 武双伝（PSP、2006年10月、ソニー・コンピュータエンタテインメント）
- 己のダンジョン（au BREW端末用携帯アプリ、2005年12月、ゲームWorld）
  - 己のダンジョン（PSP、2006年11月、セガ）
- そだてて!甲虫王者ムシキング（LCDゲーム、2006年2月、セガ）
- 視て聴いて脳で感じて クロスワード天国（PSP、2007年1月、セガ）
- 古代王者 恐竜キング 7つのかけら（ニンテンドーDS、2007年11月、セガ）
  - たたかえ! 恐竜キング（LCDゲーム、2008年4月、セガ）
- ミブリー&テブリー（Wii、2008年2月、セガ）
- スティールプリンセス -盗賊皇女-（ニンテンドーDS、2008年7月、マーベラスエンターテイメント）
- みんなのおえかきやさん（ニンテンドーDS、2009年7月、タイトー）
- Tales of WALL BREAKER（PSP、2009年8月、バンダイナムコゲームス）
- ホッタラケの島 カナタと虹色の鏡（ニンテンドーDS、2009年8月、バンダイナムコゲームス）
- エレメントハンター（ニンテンドーDS、2009年10月、バンダイナムコゲームス）
- バトルスピリッツ ヒーローズソウル（PSP、2010年3月、バンダイナムコゲームス）
- テイルズ オブ ファンタジア クロスエディション（PSP、2010年8月、バンダイナムコゲームス）
- SDガンダム三国伝 BraveBattleWarriors 真三璃紗大戦（ニンテンドーDS、2010年12月、バンダイナムコゲームス）
- ヴィーナス&ブレイブス〜魔女と女神と滅びの予言〜（PSP、2011年1月、バンダイナムコゲームス）
- おでかけ!アースシーカー（ニンテンドーDSiウェア、2011年6月、角川ゲームス）
- ダンボール戦機 爆ブースト（2012年7月、レベルファイブ）
- ねらって!とばして!リラックマ ぐらぐらスイーツタワー（2012年12月、ロケットカンパニー）

### マックス・エンターテイメント
- フェーダ ジ・エンブレム・オブ・ジャスティス(FEDA : The Emblem of Justice)（スーパーファミコン、1994年10月、やのまん）
  - フェーダ・リメイク! エンブレム・オブ・ジャスティス(FEDA Remake! : Emblem of Justice)（セガサターン、1996年6月、やのまん）
  - フェーダ2 ホワイト=サージ・ザ・プラトゥーン(FEDA2 : White surge the Platoon)（PlayStation、1997年4月）
  - フェーダ2 ホワイト=サージ・ザ・プラトゥーン サイクロンズ・ベスト（PlayStation、2001年8月、フォーウインズ）

### クライマックス・グラフィックス
- ブルースティンガー（ドリームキャスト、1999年3月、セガ）
- イルブリード（クレイジーゲーム名義、ドリームキャスト、2001年3月、セガ）
- ザ・メイズ・オブ・ザ・キングス（クレイジーゲーム名義、NAOMI、2002年、ヒットメーカー/セガ）

## 制作番組
- TV Game Radionsシリーズ（ラジオ大阪 → 東海ラジオ）
  - TV Game Radions・同R・同Air・同Air Special Go! Go!・同V3
  - TV Game Radions X（ネット配信）
- 内藤寛のなんわからじお（ポッドキャスティング）
  - 元祖!なんわからじお（ポッドキャスティング）

この他、東海ラジオ内で単発番組を手掛けていた（「ビバ・アメリカ」など）。

## 関連会社
- 株式会社ノース・スター